# Place Marie-José-Nicoli
Pour les articles homonymes, voir Nicoli.
La place Marie-José-Nicoli est une voie du 11e arrondissement de Paris, en France.

## Situation et accès
La place Marie-José-Nicoli est une voie publique située dans le 11e arrondissement de Paris. Elle débute au 15, rue Guénot et se termine impasse des Jardiniers.

## Origine du nom

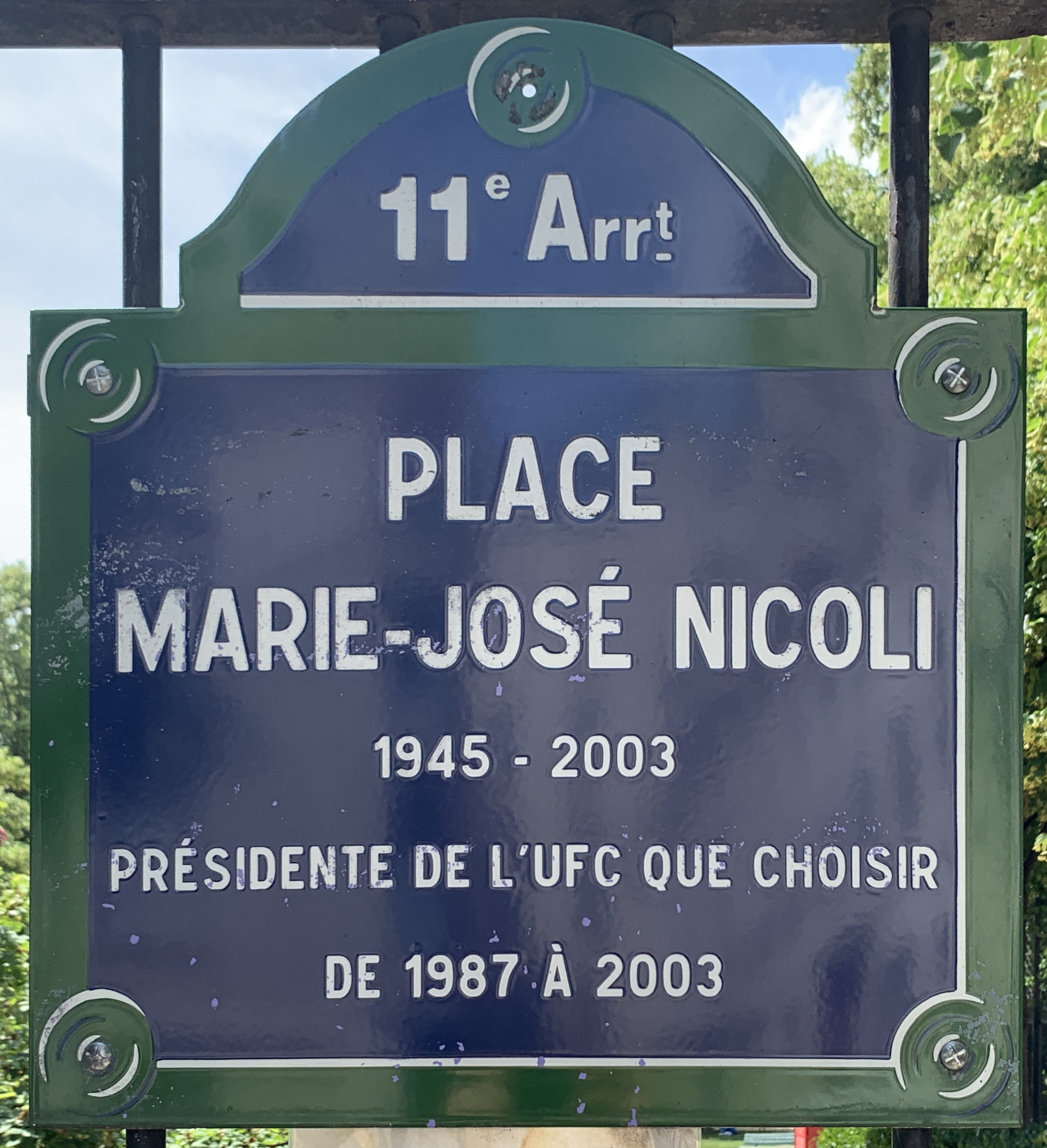
Plaque de la place.

Cette place rend hommage à Marie-José Nicoli, ancienne présidente de l'UFC-Que choisir et officier de l'ordre national du mérite pour ses œuvres à l'égard de l'association.

## Historique
La place est créée, prend sa dénomination actuelle et est inaugurée le 4 avril 2008.